# Perspective (America)
Perspective è il dodicesimo album in studio del gruppo musicale statunitense America, pubblicato nel 1984.

## Descrizione
Sulla copertina dell'album "[Can't Fall Asleep To A] Lullaby" è segnata erratamente come "Can't Fall Asleep To A Lullabye".
Il brano "See How The Love Goes" è interpretato originalmente dal gruppo "The Pointer Sisters".

## Tracce
1. We Got All Night (Sue Shifren, Terry Britten) – 3:27
2. See How the Love Goes (Shifren, Britten) – 3:17
3. (Can't Fall Asleep to a) Lullaby (Dewey Bunnell, Steve Perry, Bill Mumy, Robert Haimer) – 3:46
4. Special Girl (Eddie Schwartz, David Tyson) – 3:47
5. 5th Avenue (Gerry Beckley) – 3:47
6. (It's Like You) Never Left at All (Randy Goodrum) – 3:25
7. Stereo (Beckley, Jimmy Webb) – 3:21
8. Lady with a Bluebird (Bunnell, Mumy, Haimer) – 3:07
9. Cinderella (Jennifer Kimball, David Vidal) – 3:57
10. Unconditional Love (Beckley) – 3:08
11. Fallin' Off the World (Bunnell, Mumy) – 3:30